# David Oquendo
David Oquendo, (1 de abril de 1992) es un ciclista juvenil colombiano destacado. Entre sus logros más importantes están la medalla de oro por equipo en los Singapur 2010. David es hermano menor de Carlos Mario Oquendo.

## Trayectoria
La trayectoria deportiva de David Oquendo se identifica por su participación en los siguientes eventos nacionales e internacionales:

### Juegos Olímpicos de la Juventud
Fue reconocido su triunfo en los Juegos por ser la segunda medalla de oro de Colombia en los Juegos Olímpicos de la Juventud de la selección de Colombia en los juegos de Singapur 2010.

#### Juegos Olímpicos de la Juventud 2010
Su desempeño en la primera edición de los juegos, se identificó por ser el segundo deportista con una medalla dorada entre todos los participantes colombianos del evento, al triunfar el 22 de agosto sobre el equipo de Italia y quedar en primer lugar en la prueba de BMX:
- , Medalla de oro: Ciclismo en equipo